# Налджі (тропічний шторм)
Тропічний шторм «Налджі» (англ. Tropical Storm Nalgae) — дуже великий і смертоносний тропічний циклон, який завдав масштабних руйнувань на Філіппінах, а пізніше вплинув на Гонконг і Макао. 

## Метеорологічна історія
26 жовтня 2022 року Об'єднаний центр попередження про тайфуни повідомив у своєму бюлетені TCFA, що поблизу Філіппін утворилася зона низького тиску через теплу воду та слабкий зсув вітру. Агентство позначило його як Invest 93W. Метеорологічне управління Японії і Філіппінське управління атмосферних, геофізичних і астрономічних служб пішли далі і вже класифікували зону низького тиску як тропічну депресію, причому останнє присвоїло системі назву Паенг. JTWC оновив систему до тропічної депресії лише через день, о 00:00 UTC 27 жовтня, і їй було присвоєно позначення 26W. У той же час JMA кваліфікував циклон як тропічний шторм і отримав назву Налджі. Наступного дня PAGASA та JTWC присвоїли Налджі статус сильного тропічного шторму 28 жовтня. Рано наступного дня (за місцевим часом) Налджі здійснив свій перший вихід на сушу у Вірак, Катандуанес, виходить на берег через тридцять хвилин у вдруге здійснив вихід у Карамоані, Південний Камарінес. Потім він перетнув регіон Бікол і вийшов у затоку Рагай, зрештою вийшовши на сушу в Буенавіста, Кесон; шторм зберіг свою силу протягом цього періоду. Нехтуючи початковими прогнозами, Налджі потім рушив на південний-захід і завдав удару по Могпогу в острівній провінції Маріндук. Після цього шторм рушив на північний-захід у море Сібуян і вразив Сарія, ще один муніципалітет у провінції Кесон; пізніше він рухався через Лагуну, Рісаль, Маніла та Булакан протягом вечора 29 жовтня. Циклон з'явився над Західним Філіппінським моремнаступного дня, і ослаблений нижче статусу тропічного шторму. Пізніше шторм знову посилився до сильного тропічного шторму через кілька годин і зрештою вийшов із зони відповідальності Філіппін через день. Після виходу з-під юрисдикції Філіппін Налджі посилився до тайфуну 1 категорії на JTWC; однак JMA зберегла свою класифікацію сильного тропічного шторму для системи. Потім він наблизився до дельти річки Чжуцзян, що спонукало офіційних осіб у Гонконгу та Макао оголосити сигнал № 8 – перший на 17 годин – з 1 по 2 листопада. Близько 04:50 CST 3 листопада 2022 року Налджі здійснив свій останній випад на берег у районі Сянчжоу, Чжухай як тропічна депресія, зробивши це першим тропічним циклоном після Непартака в 2003 році, який вийшов на берег Китаю в листопаді.

## Підготовка

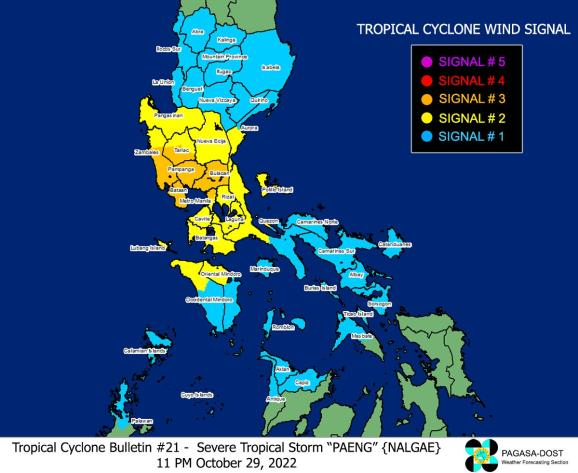
Сигнали вітру тропічного циклону, видані для Nalgae PAGASA

### Філіппіни
Через загрозу циклону PAGASA видала попередження про 1 сигнал для регіону Бікол і Східних Вісаїв. Пізніше PAGASA оновила попередження для Бікольського регіону та Східних Вісайських островів до 2 сигналу. PAGASA також додала попередження про 1 сигнал для Караги, Центральних Вісайських островів, Мімаропи та Калабарсона. Щонайменше 45 людей загинули через повені та зсуви на Мінданао, які сталися за день до того, як шторм обрушився на сушу.  Спочатку повідомлялося про 72 загиблих, але кількість загиблих була переглянута Національною радою зі зменшення ризиків стихійних лих і управління ними (NDRRMC) через помилковий підрахунок з боку місцевих чиновників; однак до 1 листопада кількість загиблих зросте до 112, оскільки буде знайдено більше тіл. 28 і 29 жовтня на Філіппінах було скасовано більше сотні рейсів, більшість з яких прямували до міжнародного аеропорту імені Ніноя Акіно. Шторм також затримав видалення уламків рейсу Korean Air 631 після того, як він вилетів за злітно-посадкову смугу міжнародного аеропорту Мактан-Себу. Після того, як циклон посилився до сильного тропічного шторму, PAGASA виставила попередження про тропічний циклон Вітровий сигнал номер 3 у кількох районах південного Лусона, включаючи метро Маніла.
Пізніше Філіппінський інститут вулканології та сейсмології (PHIVOLCS) попередив про лахар від вулкана Майон у Біколі під час тропічного шторму.
Кілька філіппінських авіакомпаній оголосили про скасування 124 внутрішніх і міжнародних рейсів як запобіжний захід проти наслідків сильного тропічного шторму.
Берегова охорона Філіппін (PCG) оголосила про припинення морських перевезень у регіонах Бікол, Калабарзон і Східні Вісаї.
29 жовтня Філіппінська баскетбольна асоціація (PBA), Університетська атлетична асоціація Філіппін (UAAP), Прем'єр-ліга волейболу (PVL), Суперліга Shakey's (SSL) і Національна університетська атлетична асоціація (NCAA) оголосили, що вони в якості запобіжного заходу відклали свої спортивні змагання та ігри, заплановані на 29 і 30 жовтня. PAGASA випустила свої останні бюлетені, коли Nalgae покинув зону відповідальності Філіппін (PAR). Після виходу з нього загинуло 164 людини, 28 вважаються зниклими безвісти.

### Гонконг
Оскільки тропічний шторм Налджі наближався до Гонконгу, Гонконзька обсерваторія видала 3 листопада третє за потужністю попередження про сильний вітер (сигнал № 8). Це перший випадок, коли попереджувальний сигнал було підвищено до такого рівня в листопаді за 50 років. Шторм стався, коли місто приймало фінансову зустріч вищого керівництва Уолл-стріт; однак, незважаючи на зазначене попередження та можливі наслідки, організатори заходу оголосили, що він продовжуватиметься за планом. Усі попереджувальні сигнали було знято до 4 листопада.

### Макао
Метеорологічне та геофізичне бюро Макао підняло сигнал № 8 у відповідь на тропічний шторм Налджі. Це перший випадок, коли Бюро підняло попереджувальний сигнал до такого рівня в листопаді за 50 років. У Макао було оголошено стан негайної готовності, а Оперативний центр цивільного захисту був приведений у готовність.